# 다니엘 아프리이
다니엘 아프리이 바니에(영어: Daniel Afriyie Barnieh, 2001년 6월 26일 ~ )는 가나의 축구 선수로, 현재 스위스 슈퍼리그의 클럽 취리히에서 뛰고 있다. 포지션은 공격형 미드필더, 공격수이다.